# Symplecta (Podoneura) brevifurcata
Symplecta (Podoneura) brevifurcata is een tweevleugelige uit de familie steltmuggen (Limoniidae). De soort komt voor in het Afrotropisch gebied.